# Acide bempédoïque
L'acide bempédoïque est une molécule inhibitrice de l'ATP citrate lyase utilisé dans le traitement de l'hypercholestérolémie.

## Mode d'action
Il s'agit d'une prodrogue qui est activée par l'ACSVL1. L'inhibition de l'ATK citrate lyase entraîne une augmentation de l'expression du récepteurs aux LDL cholestérol, favorisant la dégradation de ces derniers.

## Efficacité
Administré seul, l'acide bempédoïque permet de réduire d'un peu plus de 30 % le taux de LDL cholestérol. En association avec une statine, la diminution est d'environ 16 %.
Il permet également la diminution du taux de la CRP, du cholestérol total et de l'apolipoprotéine B.
Chez les patients intolérants aux statines, cet acide permet la réduction du risque de survenue d'une maladie cardio-vasculaire qui est comparable à celle obtenue avec une statine.

## Effets secondaires
Les plus fréquents effets secondaires de l'acide bempédoïque sont les infections urinaires et l'hyperuricémie.